# 9-十八炔
9-十八炔是一种有机化合物，化学式为C18H34，它是十八炔的同分异构体之一。它可由1-溴辛烷和乙炔锂及氨基锂反应制得。它可以在液氨中被钠还原为9-十八烯。
它具有抗氧化和抗菌活性，存在于香丝草叶及牧豆树种荚中。它在酶处理后的柑橘精油中被检出。